# 阿辛·穆
阿辛·穆（英語：Athing Mu，2002年6月8日—），美國女子田徑運動員，她代表美國隊參加了日本東京舉行的2020年夏季奧林匹克運動會，並且在女子800米比賽上獲得金牌。